# Conjuration d'Isbrand Daux
La conjuration d'Isbrand Daux est une conjuration menée par le bourgmestre de Lausanne Isbrand Daux en 1588 ayant pour but de livrer la ville de Lausanne au duc de Savoie Charles-Emmanuel Ier.
Parmi les conjurés, on peut citer Isbrand Daux, son fils Georges, Hugues Comte, François Tavel, Claude et François Paris, Guillaume et Claude d'Illens, Michel de Saint-Cierges et François de Prez, Jérôme François, Ferdinand Bouvier et François Dortans.

### Articles
- Maxime Reymond, « La conjuration d'Isbrand Daux », Revue historique vaudoise,‎ 1916
- Fabienne Byrde, « Daux, conjuration d'Isbrand » dans le Dictionnaire historique de la Suisse en ligne, version du 1er avril 2010.